# Ned McGowan
Ned McGowan (* 1970 in Philadelphia) ist ein US-amerikanischer Flötist und Komponist, der auf dem Gebiet der Neuen Musik, des Jazz und der Weltmusik aktiv ist.

## Leben und Wirken
McGowan hatte ersten Flötenunterricht im Alter von neun Jahren bei Gary Stotz, weitere Lehrer waren Ray Fabrizio und Jacqueline Hofto an der Interlochen Arts Academy. Er studierte Flöte und Komposition am Cleveland Institute of Music (bei Jeff Khaner und Mary Kay Fink) und am San Francisco Conservatory of Music (bei Tim Day). 1994 übersiedelte er nach Amsterdam, wo er am Konservatorium sein Flötenstudium bei Anne La Berge fortsetzte und klassische südindische Musik (Karnatische Musik) bei Rafael Reina studierte. Außerdem war er am Königlichen Konservatorium von Den Haag Kompositionsschüler von Clarence Barlow und Martijn Padding und besuchte Klassen von Louis Andriessen, Diderik Wagenaar, George Tsontakis und Syd Hodkinson. 2007 vertiefte er bei einem Indienaufenthalt seine Studien der karnatischen Musik.
Als Komponist vereinigt McGowan Einflüsse der westlichen Musik mit Jazz und karnatischer Musik. Mit dem Solostück für Flöte Moonrise wurde er Finalist im Wettbewerb um den Gaudeamus Prize, den er im Folgejahr mit dem Ensemblestück Melting Igloos gewann. Für das Stück Tools erhielt er 2004 den Henriëtte Bosmans Prize. 2008 führte das American Composers Orchestra im Rahmen des Programmes UNSafe (mit Kompositionen von Anna Clyne, Jonathan Dawe, Charles Norman Mason und Dan Trueman) ein Stück von McGowan für Kontrabassflöte und Orchester auf.
1999 begründete McGowan mit Gijs Levelt die Konzertreihe Carnatic Lab und die Karnatic Lab Foundation, in deren Umkreis das Ensemble für zeitgenössische Musik Axyz, das Jazzensemble Spinifex Orchestra und sein eigenes Quintett Hexnut entstanden. Von 2000 bis 2005 war er Direktor der Huygens-Fokker Foundation für mikrotonale Musik.
Daneben trat McGowen mit Ensembles wie Tonk, Bhedam, muzikFabrik, der Scapino Dance Company, Aka Moon, Weshm, der Gene Carl Band, der Beethoven Academy, Dreamtime und dem Erie Philharmonic Orchestra zusammen. Von 1996 bis 1999 war er Flötist des Aspen Contemporary Ensemble bei den Aspen Music Festivals. In Duoprogrammen trat er u. a. mit Derek Bermel, Susanna Borsch, B.C. Manjunath, Gijs Levelt und Gabe Bolkosky auf.
Als Interpret zeitgenössischer Musik arbeitete er mit Komponisten wie Ofer Ben Amots, Louis Andriessen, Elinor Armer, Douglas Boyce, Elliott Carter, George Crumb, Kris Defoort, Brian Ferneyhough, John Harbison, Eugene Lee, Helmut Lachenmann, Eric Lyon, James Mobberly, Petros Ovsepyan, Bernard Rands, Jeffrey Stanek, Michael Torke und Mark-Anthony Turnage zusammen.

## Werke
- Why? für Flöte solo, 1994
- Tubular Tunes für Flöte und Posaune, 1997
- Ios für gemischtes Sextett, 1997
- Santarium für Flöte solo, 1997
- Melting Igloos für gemischtes Quartett, 1997
- Moonrise für Flöte solo, 1998
- Ios Duo für Flöte und Klarinette, 1999
- Stone Soup für Jazzensemble, 2001
- Urban Turban für zwei Marimbas, 2001
- Tusk für gemischtes Quintett, 2001
- In the Land of Cheese für zwei Synthesizer, 2001/02
- Song für gemischtes Quartett, 2003
- Capsule für Kammerorchester, 2003
- Tools für gemischtes Quartett, 2003
- Switch für gemischtes Trio, 2004
- Workshop für Recorder, 2004
- For Crying Out Loud für Cembalo, 2004
- Annabel für Kammerensemble, 2004
- Just the Facts für Kammerensemble, 2005
- Wood Burn für Kammerensemble, 2005
- Alap für Sopran und Ensemble, 2005
- Devil's Dust für Streichquartett, 2006
- Tempest in a Teapot für Orchester, 2006
- Ned's new piece, 2008

## Diskographie
- Bhedam: Rickshaw Chase, 2001
- Messing met PVC: Paximadi, 2005
- Axyz Ensemble: Nandi Dasaru, 2005
- Non Sequitur: Non Sequitur, 2005
- Tools, 2006
- Hexnut: Hexnut, 2007